# Climatisation
Pour les articles homonymes, voir Clim.

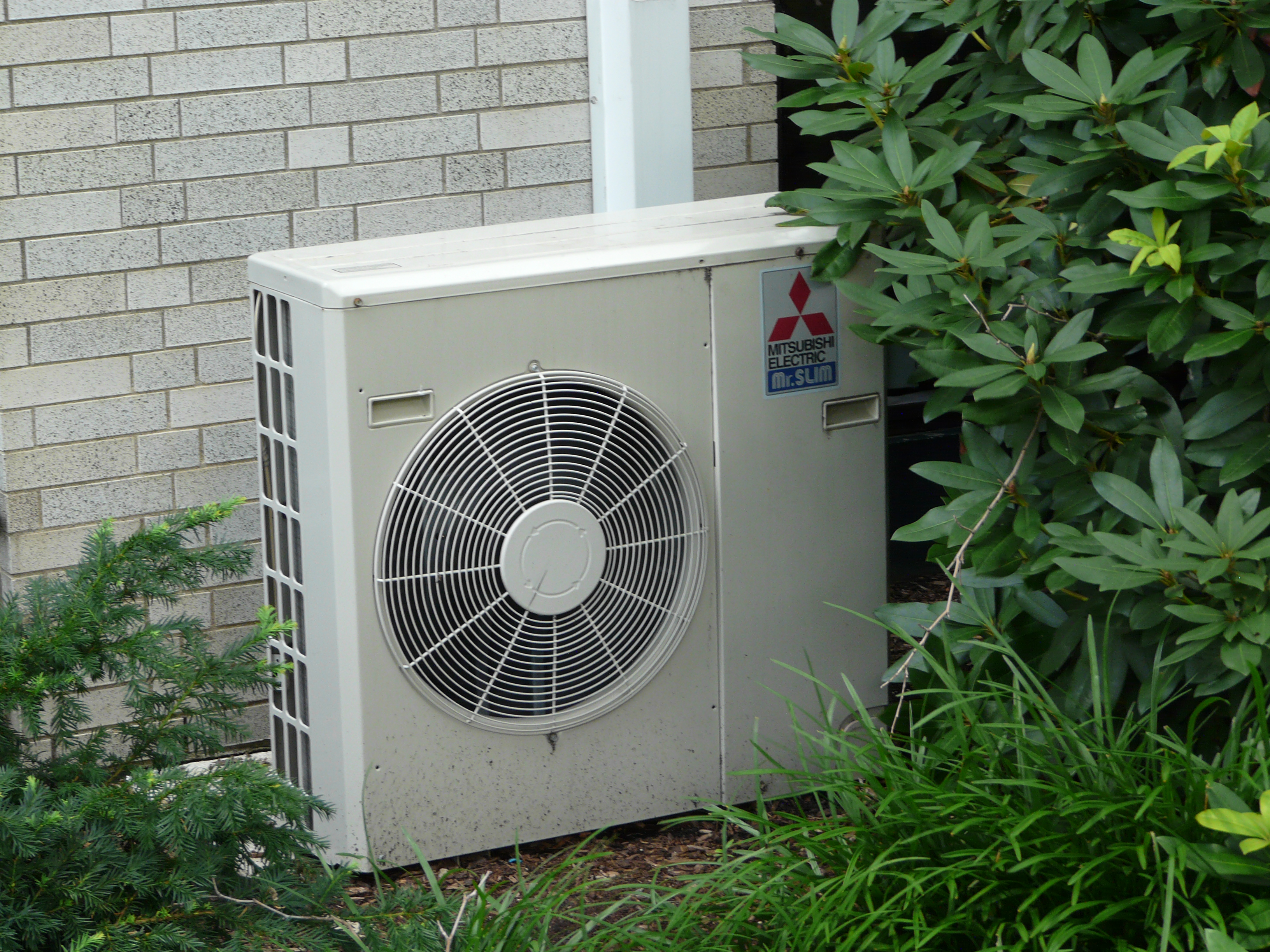
Module externe d'un climatiseur à air.

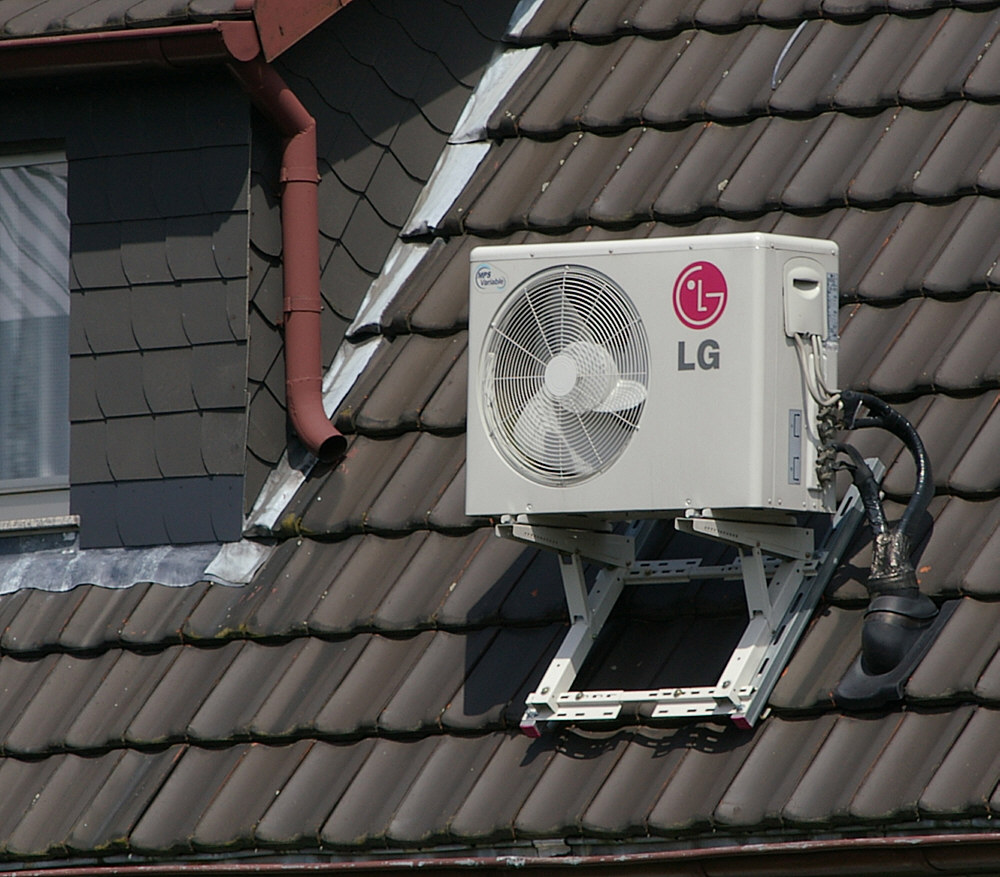
Module externe de climatiseur sur un toit.

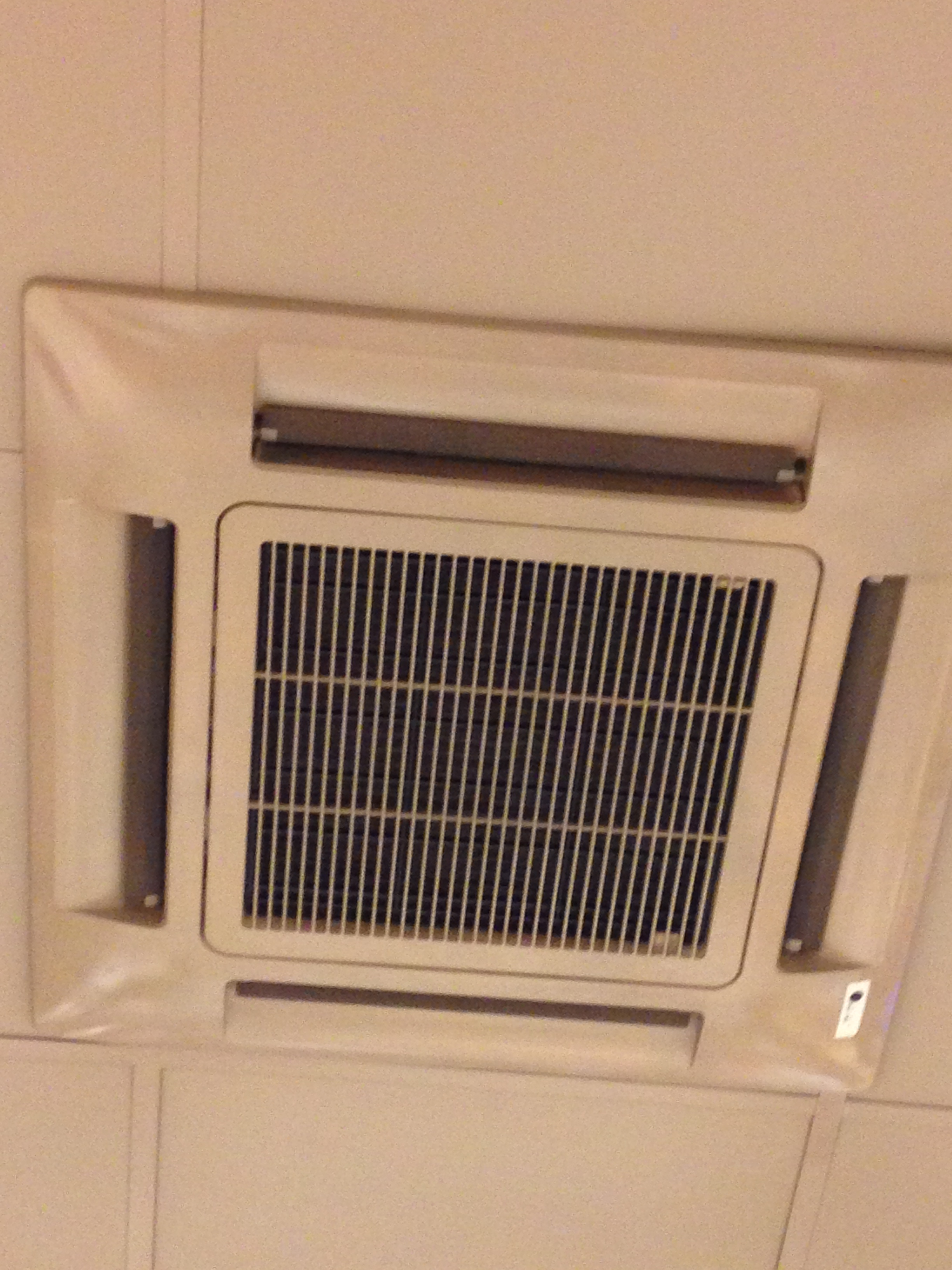
Climatiseur intégré au plafond.

La climatisation est la technique qui consiste à modifier, contrôler et réguler les conditions climatiques (température, humidité, niveau de poussières, etc.) d’un intérieur pour des raisons de confort (automobile, bureaux, maisons individuelles) ou pour des raisons techniques (laboratoires médicaux, locaux de fabrication de composants électroniques, blocs opératoires, salles informatiques, etc.).
Les paramètres modifiés, contrôlés ou régulés sont :
- la température de l'air, selon la saison, le cas échéant (chauffage ou refroidissement) ;
- le degré d'hygrométrie de l'air (humidification ou déshumidification) ;
- la qualité de l'air intérieur : odeur, empoussièrement.

Certaines des techniques utilisées sont anciennes et d'autres moins (invention du réfrigérateur au XIXe siècle par exemple) ; les systèmes modernes tendent à les associer dans un même appareil dit climatiseur réversible (réfrigération l'été et chauffage l'hiver).
En 2018, selon l'Agence internationale de l'énergie, les climatiseurs et ventilateurs électriques consomment déjà environ un cinquième de l'électricité totale des bâtiments dans le monde, soit 10 % de la consommation totale d'électricité, et on s'attend à une forte augmentation d'ici à 2050 où à ce rythme, la réfrigération de locaux pourrait devenir la première source de consommation d'électricité. De plus, en rejetant la chaleur à l'extérieur du bâtiment, ils réchauffent l'air extérieur (d'environ 2 °C à Paris en période chaude, et bientôt de plus de 3,6 °C selon la modélisation des canicules en 2030).

## Histoire
Les Romains utilisaient un tunnel souterrain d'apport d'air extérieur qui était un vrai climatiseur, puisque l'air entrant dans la maison était assez invariablement autour de 10 à 12 °C hiver comme été (principe du puits canadien).
Des grottes ou des endroits particulièrement froids (ruisseaux de montagne, glacier, etc.) sont utilisés pour conserver les aliments, voire des blocs de glace durant plusieurs mois.
Dès le XVIe siècle des systèmes naturels de rafraîchissement, obtenus par ruissellement d'eau, provoquant ainsi par évaporation une diminution de la température d'air. Du temps de Louis XIV, la glace était transportée, depuis les glaciers, protégée par une couche isolante de paille.

### XVIIIesiècle
À la fin du XVIIIe siècle, des réseaux de climatisation sont créés avec des blocs de glace intégrés à même les réseaux avec ventilation forcée. Avant l'invention des réfrigérateurs, on stockait dans une glacière la glace (par exemple, découpée l'hiver sur les étangs). Il s'agissait d'un trou fermé par un couvercle isolant dans lequel on alternait des couches de paille, ou de sciure de bois, et de glace. Comme l'air froid descend et que la chaleur monte, l'orifice de remplissage se situant en haut, la température basse se maintenait et une partie de la glace, ainsi stockée, se conservait jusqu'à l'été. La notion de confort d'été est encore bien ancienne avec des conceptions architecturales privilégiant des courants d'air et protégeant de la chaleur les zones en ensoleillement direct.
En 1755, l’Écossais William Cullen obtient un peu de glace en introduisant de la vapeur d’eau sous une « cloche à vide »,.

### XIXesiècle
Jacobs Perkins fait des recherches en réfrigération et brevète, en 1834, un système frigorifique à compression de vapeur. Le fluide utilisé était l'éther éthylique. Une nouvelle tentative d'utilisation industrielle de la réfrigération daterait de 1851 lorsque James Harrison, imprimeur écossais émigré en Australie, achète une entreprise de presse. Alors qu'il nettoie des caractères à l'éther, il remarque que le liquide refroidit fortement le métal en s'évaporant. Harrison a l'idée de comprimer l'éther gazeux avec une pompe pour le transformer en liquide, puis de laisser l'éther liquide revenir à l'état gazeux en provoquant un refroidissement. Il met ce système en œuvre dans une brasserie australienne où le gaz froid d'éther est pompé dans des tuyaux qui circulent dans le bâtiment. Harrison utilise le même principe pour fabriquer de la glace en faisant passer dans de l'eau les tuyaux refroidis par l'éther gazeux. Mais il fait faillite en 1860, car la glace naturelle qu'on importe alors par bateau d'Amérique reste moins chère[réf. nécessaire].
Un peu plus tard, la technologie avançant on se met à fabriquer des systèmes simples de refroidissement fonctionnant avec des compresseurs à piston (comme nos réfrigérateurs actuels), principalement dans les transports maritimes, ces derniers fonctionnaient avec de l'éther qui fut remplacé par la suite par de l'ammoniac qui permet d'obtenir un meilleur rendement[réf. souhaitée].
En 1857, Ferdinand Carré invente le réfrigérateur à eau et ammoniac. Il fait breveter son invention aux États-Unis et à l'Exposition universelle de 1862. Celle-ci n'a pas de succès pour le marché domestique, mais trouve son succès dans les brasseries, pour maintenir les boissons au frais. Le réfrigérateur pouvait produire entre 12 et 100 kg de glace, selon les modèles.

### XXesiècle
La climatisation moderne a été inventée par Willis H. Carrier en 1902 avec un système de réfrigération centrifuge doté d’un compresseur central permettant d'en réduire la taille (il ne sera dévoilé au public qu’en 1925 quand M. Carrier persuade la Paramount de l'installer lors de la construction de la salle de spectacle Rivoli Theater à Times Square. La légende dit que les blockbusters de l’été datent de cette époque, car les New-yorkais, dès lors, s’installeront dans les salles de cinéma climatisées durant les chaudes journées d’été).

### XXIesiècle
En 2017, selon l'Agence internationale de l'énergie (AIE), environ 1,6 milliard de climatiseurs fonctionnaient dans le monde, dont 50 % environ aux États-Unis et en Chine.
Du fait du réchauffement climatique et du développement économique, le parc des climatiseurs augmente : environ 135 millions d'unités sont vendus en 2017 (trois fois plus qu'en 1990), dont 53 millions d'unités en Chine, alors qu'en Inde 4 % seulement des foyers sont équipés. Près de 3 900 TWh d'énergie ont servi à rafraîchir des logements et bureaux, à la réfrigération d’aliments et de médicaments, etc.. Cela compte pour 3 à 4 % de la consommation finale d'énergie, selon Toby Peters de l'Université de Birmingham, 10 % de la consommation électrique mondiale en 2018 selon l'AIE. Les climatiseurs et ventilateurs électriques consomment ainsi environ un cinquième de l'électricité totale des bâtiments dans le monde, et on[Qui ?] s’attend à une forte augmentation d’ici à 2050 où à ce rythme la réfrigération de locaux pourrait devenir la première source de consommation d’électricité.
En France, les pics de consommation électrique sont hivernaux, et dus essentiellement au chauffage électrique. Le besoin de chauffage devient presque nul en été, ce qui permet d'entretenir les centrales en été (quand l'eau de refroidissement est moins disponible). Mais, dans un nombre croissant de pays, les pics de consommation sont estivaux, induits par les climatiseurs, devenant préoccupant pour les futurs réseaux électriques, d'autant que la demande en climatisation devrait « exploser dans les prochaines décennies » selon l'Agence internationale de l'énergie (AIE), ce qui pourrait accroître la consommation d’énergie utilisée pour la réfrigération et climatisation d'environ 90 % d’ici à 2050, selon l’Université de Birmingham lors du premier congrès mondial dédié au « clean cold » (avril 2018).

## Fonctionnement et utilisation
La climatisation offre un confort thermique quand la température extérieure est basse ou élevée. En intersaisons, le besoin de climatisation varie, en lien avec les apports externes (solaire notamment) et internes (nombre important d'occupants, appareils électriques tels que l'éclairage, la micro-informatique, etc.).
Un même système (pompe à chaleur réversible, d'une taille adaptée à l'usage) permet de chauffer ou réfrigérer les locaux selon le besoin.

Le confort en hygrométrie est de plus en plus pris en compte pour apporter une humidité ambiante contrôlée par les actions d'humidification et de déshumidification, enclenchées par un hygrostat.

### Systèmes

Principe de fonctionnement d'un climatiseur.

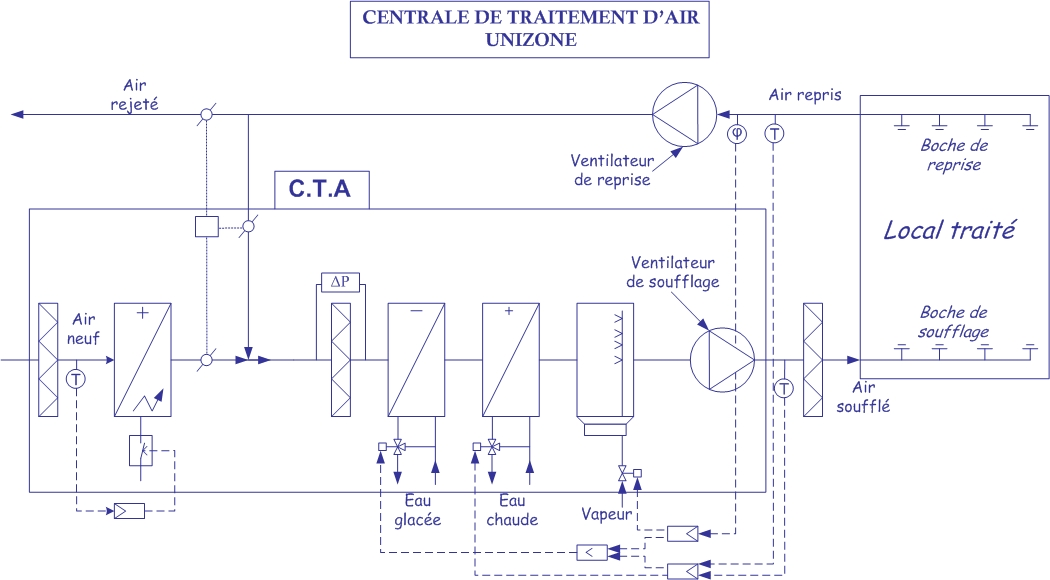
Exemple d'une centrale de traitement d'air.

Le principe de fonctionnement d'un climatiseur est expliqué sur le schéma suivant.
Un système de climatisation doit non seulement contrer les charges thermiques et hydriques d'un local, mais il doit aussi assurer la qualité de l'air par le renouvellement d'air neuf hygiénique (maintien de la teneur en CO2 et des odeurs à un niveau acceptable défini par les normes en vigueur), et la filtration de l'air soufflé.
- Les charges thermiques sont les apports ou les déperditions de chaleur externes et internes qui sont exprimés en kilowatts [kW] ;
- Les charges hydriques sont généralement des apports d'humidité internes exprimés quant à eux en kilowatts [kW] ou en kilogrammes par heure (débit massique).

La filtration peut se faire par air soufflé ou repris[Quoi ?], le renouvellement par extraction forcée de l’air hors du local ou par introduction forcée d'air neuf (air extérieur) dans le local, par renouvellement partiel de l'air ambiant vicié (à l'aide d'un caisson de mélange), ou par un filtre à poussière, éventuellement associé à un filtre à charbon actif.

#### Typologie des systèmes
Le domaine du génie climatique comprend trois catégories de systèmes : les centrales unizones (voir exemple ci-dessus), les centrales multizones, les systèmes autonomes, triomes[Quoi ?].

#### Renouvellement d'air
Le renouvellement de l'air d'un local peut se faire à l'aide de différents systèmes :
- l'air neuf (aux conditions extérieures) est mélangé avec une partie de l'air repris du local par le biais d'un caisson de mélange (voir schéma ci-contre) ;
- l'air neuf est préparé aux conditions spécifiques du local (température, hygrométrie) par une autre centrale, appelée généralement « centrale de traitement d'air neuf ».

#### Systèmes tout air
Dans ce type de système, afin d'éviter que l'air extérieur ne vienne polluer celui du local, on augmente légèrement la pression intérieure par rapport à la pression atmosphérique. L'intérêt du caisson de mélange est de réaliser d'importantes économies d'énergie (respect de l'environnement).
On a donc dans ce cas un débit massique d'air soufflé supérieur au débit massique d'air repris. Ce type de procédé est généralement utilisé dans les bureaux, les salles de cinéma, etc.

#### Systèmes utilisés en recyclage total
Dans un système de recyclage total, le renouvellement d'air neuf est obtenu soit par un système de ventilation mécanique contrôlée où le mélange d'air s'effectue directement dans le local, soit l'air neuf est préparé dans une centrale dite « centrale d'air neuf ». Cet air est directement soufflé aux conditions intérieures du local. Un circuit d'air neuf particulier assure le renouvellement d'air neuf, et on a un débit d'air rejeté égal au débit d'air neuf apporté.

#### Système fonctionnant en tout air neuf
Dans ce type de procédé, il n'y a pas de recyclage de l'air du local. En fonction du type de local, il sera soit en surpression afin d'éviter toute pollution de l'air intérieur (blocs opératoires, laboratoires de produits pharmaceutiques, etc.), soit à la pression atmosphérique.
L'inconvénient de ce type d'installation est qu'il est générateur de puissances thermiques très élevées, donc peu économiques. Toutefois, afin de diminuer les coûts énergétiques, on peut installer un récupérateur de chaleur (à plaques par exemple) sur ces centrales.

#### Système fonctionnant avec récupérateur d'énergie
En mode « froid » l'air neuf (qui vient de l'extérieur) plus chaud cède une partie de sa chaleur (un échangeur n'est pas parfait) à l'air usé à travers un échangeur (air/air) ce qui lui permet d'abaisser sa température et ainsi économiser l'énergie à fournir au système de climatisation.
À l'inverse, quand le système passe en mode « chaud », l'air chaud qui est expulsé vers l'extérieur réchauffe l'air neuf avant d'entrer dans l'espace climatisé, ce qui permet des économies aussi, comme dans certains systèmes de ventilation classique. Cet échangeur est communément appelé « caisson double flux ».

### Conditions de base

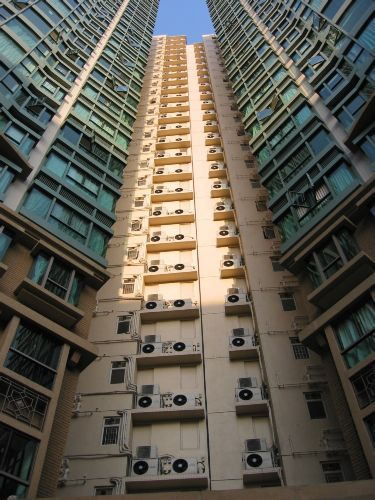
Dans une cour ou un environnement fermé ou peu aéré, par temps chaud, les climatiseurs peuvent créer une bulle de chaleur autoentretenue, contribuant au phénomène d'îlot de chaleur urbain.

Avant d'installer un système de climatisation, il est important de définir les apports de chaleur et d'humidité intérieures et extérieures.

#### Définition des conditions extérieures
Ces valeurs dépendent de la saison et de la situation géographique où seront situés les locaux à climatiser. Les données météorologiques déjà classifiées permettront de fixer les températures sèches et les températures humides. Ces données vont nous permettre de calculer les puissances maximales à mettre en œuvre dans nos locaux.

#### Définition des conditions intérieures
Les températures et hygrométries intérieures dépendent du type de local.
Pour les locaux comme les habitations individuelles, les bureaux, les grands magasins, etc. (climatisation dite de « confort »), la température et l'hygrométrie dépendront des saisons, mais aussi de la quantité d’éléments qui peuvent dégager de l'humidité (nombre de clients, salades, légumes, etc.).
Pour les locaux de type industriel, la température et l'hygrométrie dépendront de l'usage que l'on fait des locaux. Elles peuvent rester constantes toute l'année (local informatique ou laboratoire métrologique, par exemple), mais aussi varier (cuisson discontinue dans une conserverie).

### Charges d'un local
Lors de l'étude d'un projet de climatisation, il est important, afin de pouvoir dimensionner correctement la centrale de traitement d'air, d'étudier au préalable les charges que devra supporter la centrale. Il faudra tenir compte des charges dites « sensibles » et des charges dites « latentes ».

#### Charges sensibles
Les charges sensibles venant de l'extérieur sont positives en été (à cause de l’ensoleillement, par exemple) et négatives en hiver (à cause des déperditions).
Les charges sensibles venant de l'intérieur du local proviennent essentiellement :
- des machines à l'intérieur du local ;
- de l'éclairage ;
- des tuyauteries.

#### Charges latentes
Les apports de chaleur latente (dégagement d'humidité sous forme de vapeur d'eau) viennent essentiellement :
- des locaux (comme les piscines) ;
- du matériel à l'intérieur des locaux (convoyeur d’épinard dans une conserverie) ;
- des occupants (humidité).

#### Charges hydriques
La relation mathématique suivante donne les charges hydriques nommées « [øL] » :
øL = M × Lv [kW]
avec :
- M = masse d'eau dégagée par heure
- Lv = chaleur latente de vaporisation de l'eau.

#### Charges totales
Les charges totales sont la somme algébrique des charges sensibles et latentes nommé [øT]. Elle peut être positive ou négative et est donnée par la relation mathématique suivante :
øT = øS + øL [kW]

### Bilan énergétique d'un local
Si la température et l'hygrométrie du local sont constantes, le bilan énergétique de celui-ci peut être expliqué de la façon suivante :
1. La puissance apportée au local (air soufflé et apports internes) est égale à la puissance perdue par celui-ci (air repris ou perdu) ;
2. L'humidité apportée au local par l'air soufflé et les apports d'humidités intérieur est égale à l'humidité perdue sous forme de condensation ou d'extraction d'air.

### Bilan enthalpique
Pour cela on supposera que le débit massique d'air sec soufflé est égal au débit massique d'air repris :
- øair soufflé = øair repris

La puissance apportée au local est la somme de la puissance apportée par l'air dans le local, c'est-à-dire à øT (voir au chapitre précédent).
- øT= qmas × has-harp

ce qui permet de déterminer les conditions de soufflage.

### Conditions de soufflage
Pour déterminer les conditions de soufflage de l'air dans un local, il faut connaître :
- le débit massique d'air sec au soufflage (qmas [kgas/s] ;
- le taux de brassage τ, (le taux de brassage est le rapport entre le débit d'air soufflé et le volume du local traité, sa connaissance n'est donc pas nécessaire lorsque le débit d'air soufflé est connu, il faut être prudent avec cette notion, car le taux de brassage est un résultat de calcul et non une valeur dimensionnant, néanmoins, le taux de brassage est utile pour évaluer le confort à obtenir et la stratification de l'air chaud) ;
- l'écart de température Δθ entre le soufflage et le local ;
- le point de soufflage, dont les coordonnées sont déterminées en reportant sur un diagramme psychométrique deux valeurs comme l'enthalpie et la teneur en eau, par exemple.

Les conditions du point de soufflage (plus précisément les conditions de confort) permettront de dimensionner les éléments de l'installation :
- le débit massique permettra de calculer les puissances des batteries et le débit d'eau piégé par celle-ci (batterie froide humide), le débit d'eau à injecter (humidificateur vapeur) ;
- l'enthalpie, la température sèche et l'humidité absolue permettront de placer le point sur le diagramme.

#### Positionnement du point de soufflage
Le positionnement du point de soufflage par rapport à celui du local dépend des charges sensibles et latentes (apports ou déperditions).
- Les conditions à maintenir dans le local sont : θL, rL
- Les conditions du point de soufflage sont : θs, rs
- Les charges sensibles peuvent être : =0; <0 ou >0
- Les charges latentes peuvent être : =0; <0 ou >0

Suivant les valeurs des charges, on peut considérer neuf positions significatives du point de soufflage par rapport à celui du local. En fonction du bilan thermique (apports ou déperditions), on peut donc prévoir la position du point de soufflage par rapport à celui du local.

#### Écart au soufflage et du taux de brassage
L'écart de température au soufflage représente la différence algébrique entre la température de soufflage et la température du local :
- Δθ = θs - θL ou Δθ = θL - θs

Cet écart est toujours positif, quelle que soit la position du point de soufflage par rapport à celui du local. Il dépend du type de bouches utilisées.
On peut prendre en première approximation les valeurs suivantes :
- Soufflage été : Δθ = de 5 à 15 K
- Soufflage hiver : Δθ = de 5 à 20 K

Le taux de brassage représente le volume d'air traité renouvelé dans le local pendant une heure :
- τ =qv/V
  - τ = taux de brassage en h-1
  - V = volume du local en m³
  - qv = débit volumique de soufflage en m³/h.

Le taux de brassage dépend du type de bouches de soufflage installées. Il ne dépasse pas 15 en climatisation de confort et peut aller jusqu'à 30 en climatisation industrielle.

## Statistiques
L’Agence internationale de l’énergie (AIE) estime la consommation d'électricité des climatiseurs à 2 000 TWh, soit 10 % de la demande mondiale d'électricité ; entre 1990 et 2016, leur puissance installée a triplé, atteignant près de 12 000 Gigawatts. L'AIE prévoit que la demande d'électricité des climatiseurs pourrait tripler d'ici à 2050. Si le développement de l'énergie solaire, abondante aux heures les plus chaudes permet d'absorber une part de la consommation de climatisation, l'AIE estime que cette part restera minoritaire ; elle pointe le risque de croissance des émissions de CO2 liées à la production d'électricité à partir de gaz ou de charbon.
En 2016, trois pays concentrent à eux seuls deux tiers du stock de climatiseurs en fonctionnement : la Chine (35,1 %), les États-Unis (23 %) et le Japon (9,2 %) ; la part de l'Union européenne est de 6 % seulement. En France, selon RTE, climatisation et ventilation consomment 3 TWh/an dans le secteur résidentiel et 15 TWh/an dans le secteur tertiaire et l'agriculture ; ces consommations devraient passer à 5 TWh/an et 16,5 TWh/an respectivement en 2035. Les réseaux de froid sont peu développés : 23 réseaux de froid (Paris et sa banlieue, Metz, Lyon, Bordeaux, Toulouse…) sur à peine 200 kilomètres de long, selon l'Ademe, contre 761 réseaux de chaleur avec 5 400 kilomètres de tuyauteries en 2017.
En 2019, plus de la moitié des réfrigérateurs et climatiseurs fabriqués dans le monde proviennent de la ville chinoise de Foshan.

## Effets sur la santé
La climatisation assistée présente des avantages et des inconvénients sanitaires.

### Bénéfices pour la santé
- Diminution de la mortalité en période de canicule[14],[15],[16].
- Amélioration des capacités de concentration et de mémorisation[17]
- Amélioration de l'humeur et de la santé mentale[18].

### Risques pour la santé
En cas de mauvais entretien ou d'usage excessif, les systèmes de climatisation peuvent causer :
- la prolifération d'organismes pathogènes (l'exemple le plus cité étant celui de l'agent de la légionellose) si l'eau produite par la partie froide est mal évacuée ;
- l'injection de désinfectants dans ces systèmes (produits chlorés en général), qui peut aussi poser des problèmes de santé et favoriser l'apparition d'agents pathogènes chlororésistants[réf. nécessaire] ;

- de légères irritations respiratoires ou ORL lorsqu'après un certain temps, on quitte un espace climatisé pour un autre non climatisé[19],[20]. Les personnes souffrant déjà de symptômes respiratoires (asthme, rhinite allergique) sont plus affectées[21]. Les habitants de villes au climat tropical sont aussi plus touchés[22]. Pour éviter ces symptômes, la température idéale de l'espace climatisé ne devrait pas être inférieure à 25 degrés Celsius[19].

### Nuisances sonores en habitat collectif
Les syndics de copropriété et assemblées générales acceptent souvent l’installation de tels équipements sans en mesurer les effets. Or ils émettent des nuisances sonores continues qui contreviennent à l'esprit de l'article R. 1334-31 du Code de la santé publique, lequel dispose qu’aucun bruit particulier ne doit, par sa durée, sa répétition ou son intensité, porter atteinte à la tranquillité du voisinage ou à la santé de l’homme, dans un lieu public ou privé,.

## Effets sur l'environnement
La climatisation pose plusieurs problèmes sur l'environnement.
Elle augmente la consommation énergétique des bâtiments ou véhicules qui en sont équipés. L'Ademe estime à 5 % le surcoût annuel de la climatisation des automobiles (1 l/100 km lorsqu'elle est en fonctionnement). En contrepartie, elle augmente le confort du conducteur et de ses passagers, surtout en période de canicule, ce qui permet une meilleure attention du conducteur et réduit le risque d'endormissement[réf. souhaitée] ;
La consommation électrique due à la climatisation augmente dans le monde (et en France, notamment depuis la canicule de 2003 qui a entraîné l'équipement d'un nombre élevé de foyers en climatiseurs). Elle reste très inférieure à celle de l'hiver, même en cas de canicule, et la puissance disponible est largement suffisante, même si l'électricité nucléaire est souvent moins disponible en été (période d'entretien et moindre disponibilité de sources de refroidissement), ;
Elle utilise des fluides frigorigènes qui sont de puissants gaz à effet de serre,. Leur potentiel de réchauffement climatique est 2 000 fois plus important que celui du CO2 et une partie de ces gaz s'échappe inévitablement dans l'atmosphère (accidents, fuites, mauvaise gestion de la fin de vie du matériel). Toujours selon l'Ademe, cet effet équivaut à une augmentation de 10 % de l'impact d'un véhicule[Lequel ?] sur l'effet de serre. Ajoutée à la production de CO2 produit dans les centrales génératrices d'électricité basée sur la combustion de carburants, elle a donc un impact à terme sur le réchauffement climatique ;
Le circuit de la récupération/recyclage des gaz dans les appareils et véhicules en fin de vie reste opaque. Une partie de ces gaz pourrait être perdue dans l'atmosphère ;
Elle est en partie responsable de la « surchauffe urbaine », en augmentant à elle seule de 1 à 1,5 °C la température en ville par rapport à celle de la campagne environnante ; à Paris, la climatisation augmente la température jusqu'à 2 °C,, voire davantage en cas de canicules extrêmes (…), dépassant par exemple 3,6 °C pour les canicules les plus extrêmes projetées pour les années 2030. En 2024, selon l’Ademe, « il convient de limiter : îlot de chaleur urbain, facture énergétique, émission de GES [gaz réfrigérants qui sont aussi à effet de serre], nuisances sonores et visuelles… ». De plus les coûts électriques risquent « d’aggraver le nombre et la situation des ménages en situation de précarité énergétique », ajoute l'Ademe qui invite à « anticiper l’impact des vagues de chaleur en planifiant en priorité des actions de réduction des besoins de froid (isolation, protections solaires ou encore brasseurs d’air, gestes et comportements adaptés), qui permettront dans un grand nombre de cas de retarder la nécessité de recourir à la climatisation active, et en tout cas de mieux maîtriser la consommation d’électricité de ces systèmes ».

### Alternatives moins nuisibles à l'environnement
Les solutions passives devraient, selon l'Ademe (2024) être « prioritaires » dans toutes les rénovations des bâtiments, en agissant sur l’enveloppe, autant que possible, même lorsque les « contraintes architecturales sont fortes », alors en concertation avec les Architectes des bâtiments de France, les collectivités et le ministère de la Culture.
La climatisation par gaz peut souvent être remplacée par une climatisation passive, mécanique ou par des bâtiments passifs ou véhicules mieux conçus (isolation thermique, brise-soleil et divers dispositifs plus « naturels » utilisés, par exemple, par l'architecture bioclimatique (mur Trombe qui est un mur épais à forte inertie thermique, puits provençal, bâtiment passif, rafraîchissement d'air par évaporation (« bioclimatisation »), « refroidissement adiabatique » ou « climatisation écologique », , etc.). Ces systèmes sont peu coûteux, moins gourmand d'énergie, sans gaz réfrigérants, mais ont un abaissement de température limité (rarement plus de cinq degrés), limité à une proximité plus immédiate (quelques mètres parfois). Certains de ces systèmes impliquent une augmentation de l'humidité et/ou une absence de réversibilité.
En France, l'Ademe, l'UICN, l'ONU et l'UE invitent à préférer et développer des solutions fondées sur la nature. Un outil numérique baptisé Plus fraîche, ma ville aide les collectivités à trouver des modes de rafraîchissement urbain plus pérennes et durables et l'Ademe propose une démarche Tacct, qui accompagne sur la question de l’adaptation au changement climatique.

## Législation
Outre les normes concernant les appareils, leur consommation électrique, la légionellose ou le recyclage des gaz et matériaux qui les composent, la législation évolue pour mieux appliquer les protocoles de Montréal (protection de la couche d'ozone, qui a justifié l'interdiction des gaz de type CFC) et de Kyoto, mais souvent en permettant l'utilisation des stocks d'anciens produits et avec une certaine lenteur. L'accord de Kigali (2016) vise à abandonner progressivement les gaz de type hydrofluorocarbures (HFC) utilisés comme fluides frigorigènes dans la plupart des climatiseurs, et dont le pouvoir de réchauffement planétaire (PRG) est très élevé.

### Directives européennes
La directive européenne sur la performance énergétique des bâtiments (2002/91/CE) prévoit une inspection périodique des systèmes de climatisation et des pompes à chaleur réversibles d'une puissance supérieure à 12 kW (hors « froid industriel » soumis à d'autres réglementations). Cette inspection comprend une évaluation du rendement de la climatisation et de son dimensionnement par rapport aux exigences en matière de refroidissement du bâtiment. Des conseils appropriés sont donnés aux utilisateurs sur l'éventuelle amélioration ou le remplacement du système de climatisation et sur les autres solutions envisageables.
La directive européenne sur l’efficacité énergétique de septembre 2023 impose aux villes de plus de 45 000 habitants d’élaborer et de mettre en œuvre des plans locaux détaillés visant à optimiser la résilience des systèmes de chauffage et de refroidissement des bâtiments.

### Réglementation française
En France, pour les installations anciennes (posées avant juillet 2011) la première inspection doit avoir lieu avant le 31 mars 2013 pour les systèmes de 12 à 100 kW et avant le 31 mars 2012 pour ceux dont la puissance est de 100 kW ou plus. Pour les installations neuves ou tout remplacement, l’inspection devra être réalisée dans l’année suivant la mise en service. Les inspections doivent être renouvelées au moins une fois tous les cinq ans.
En France, le Code de l'énergie interdit le fonctionnement des climatiseurs lorsque la température des locaux est inférieure ou égale à 26 °C. Le décret n'est encore qu'une recommandation dont la non-application n'est pas poursuivie par la loi. Le but est simplement de pousser les utilisateurs à modérer leur utilisation de ce type d'équipement.
Depuis le 4 juillet 2009, les spécialistes de la climatisation et/ou de la réfrigération doivent :
- présenter une « attestation de capacité » fournie par un organisme agréé, certifiant que son personnel est compétent et qu'il dispose de l'outillage adéquat ;
- déclarer à l'Ademe, annuellement, la quantité de fluides utilisée et récupérée (cf. statistiques et « traçabilité » de ces produits soumis à réglementation).

Qualiclimafroid, un regroupement de professionnels, s'est proposé pour être un organisme agréé et délivrer des certificats de compétence.
Depuis 2022, dans certaines communes françaises, les commerçants qui laissent climatisation fonctionner avec les portes ouvertes s'exposent à une amende .
Selon l'Ademe (2024), pour que les bâtiments neufs soient « dès maintenant adaptés au climat prévu pour 2100, il faut modifier la RE2020 ». Il faut aussi apposer des malus sur les climatiseurs les moins performants et privilégier les solutions les plus respectueuses de l'environnement (brasseurs d’air, puits climatiques, géocooling, réseaux de froid…) qui font appel aux énergies renouvelables et « utilisés de façon sobre, c’est-à-dire avec une température de consigne jamais en dessous de 26°C et avec une protection solaire efficace installée sur le bâtiment ». L'Ademe recommande d'intégrer « pleinement la question de l’habitabilité des logements et des conditions de travail dans les bâtiments tertiaires et industriels dans les dispositifs de planification de l’adaptation au changement climatique, à toutes les échelles, du niveau stratégique au niveau opérationnel (Pnacc, PCAET, PLUI, voire schéma directeur pour le développement des réseaux de froid) ».

### Réglementation espagnole
En 2022, en Espagne, dans le cadre des politiques d'économie d'énergie, la règlementation limitant la climatisation à 27 °C et le chauffage à 19 °C est entrée en vigueur afin de réduire la consommation de gaz d'environ 7 à 8 % en automne et en hiver et réduire le risque de pénurie,. Ces mesures entrent en vigueur en août 2022. Cette réglementation connaît des exceptions.
L'Agence internationale de l'énergie considère que la consommation d'énergie pour refroidir les bâtiments a doublé entre 2000 et 2022, selon l'Agence Anadolu du gouvernement turc

## Prospective
Dans les pays dits émergents (Chine, Inde, Indonésie, Brésil, Thaïlande notamment) quand le revenu d'un foyer augmente, le climatiseur est souvent l'un des premiers achats programmés ; des milliards de nouveaux appareils devraient être ainsi installés d'ici 2050 (ainsi que des réfrigérateurs) qui consommeront beaucoup d'électricité aujourd'hui, surtout issue du charbon ou du gaz… en émet donc des gaz à effet de serre qui réchauffent le climat (pour les villes, une étude de 2014 a conclu d'une simulation qu'en centre-ville la climatisation augmente de 1 °C la température nocturne moyenne. En 2018, la tendance est à une augmentation de 100 % des émissions de CO2 dues à la climatisation entre 2016 et 2050 (« c'est comme si l'on ajoutait une Afrique actuelle au monde, soit près d'un milliard de tonnes de CO2 environ par an »),. L'urbanisation rapide de ces pays pourrait encore exacerber ce paradoxe. Dans ce scénario, les besoins énergétiques du refroidissement pourraient dans le monde être portés à 7 500 TWh en 2050, soit « 6,4 % à 10 % de la consommation mondiale d'énergie » en 2050, soit trois à cinq fois plus qu'en 2015 (en tenant compte des progrès d'efficacité énergétique de la climatisation). Le marché associé pourrait être de 260 milliards de dollars en 2050 (contre 140 milliards en 2017).
Selon l'Agence internationale de l'énergie (AIE), sur les 2,8 milliards d'humains qui vivent dans les régions les plus chaudes du globe, seulement 8 % bénéficient de l'air conditionné en 2017, contre 90 % aux États-Unis et au Japon. L'AIE prévoit un triplement de la consommation d'énergie pour la climatisation d'ici à 2050 à technologie inchangée, pour atteindre 6 200 térawattheures. En Inde, la demande sera multipliée par quinze. L'Inde, la Chine et l'Indonésie représenteront à eux seuls plus de la moitié de la croissance mondiale, et la progression sera aussi très forte au Brésil, au Mexique et au Moyen-Orient. Les émissions de CO2 liées à la climatisation doubleraient pratiquement en trente ans, à plus de deux milliards de tonnes, malgré le développement d'une électricité toujours plus propre. L'AIE estime qu'en agissant sur l'efficacité énergétique des équipements d'air conditionné, on pourrait plus que doubler la performance du parc installé d'ici à 2050 et donc réduire la demande en énergie à 3 400 térawattheures.
En 2017, un métamatériau fait d'un polymère encapsulé dans des microsphères et complété d'une fine couche d'argent en face arrière (50 µm d'épaisseur) a été mis au point, qui pourrait dans le futur contribuer à la climatisation d'immeubles résidentiels. Le principe est que, pour éviter que la journée, plus d'énergie solaire soit absorbée que de rayonnement thermique réémis, le métamatériau est transparent au spectre solaire réfléchi par la couche d'argent en face arrière, tandis qu'il a une forte émissivité dans l'infrarouge (rayonnement thermique). Il peut donc perdre de l'énergie même la journée, tandis que les matériaux normaux absorbent le spectre solaire et se réchauffent donc la journée. Le comportement thermique de ce type de métamatériau est radicalement différent de celui des corps naturels ou usuels, dont l'absorption[Laquelle ?] égale l'émissivité, alors que pour ce métamatériau, l'absorption est proche de 0 tandis que l'émissivité est proche de 1. Le refroidissement du bâtiment se produit, car sa chaleur est transférée par conduction thermique vers la couche de métamatériau déposée à sa surface qui l'évacue ensuite. « De 10  à   20 m2 de ce matériau sur le toit d'une maison suffisent à bien la rafraîchir en été » selon Gang Tan, professeur adjoint d'ingénierie architecturale à l'université du Wyoming, codécouvreur de cette technique. Un prototype de « ferme de refroidissement » (200 m2) est prévu en 2017 à Boulder, dans le Colorado). Ce film de métamatériau renvoie efficacement l'infrarouge de l'énergie solaire vers l'atmosphère sans empêcher l'objet recouvert d'aussi perdre la chaleur qu'il a emmagasinée.

## Climatisation dans l'art
Créée en 1966-1967, l’œuvre d'art conceptuel Air-Conditioning Show, littéralement « Spectacle de l'air conditionné », expose le système de climatisation du musée ou de l'institution qui accueille l'œuvre.